# خاک‌سپاری بازی‌های ویدئویی آتاری

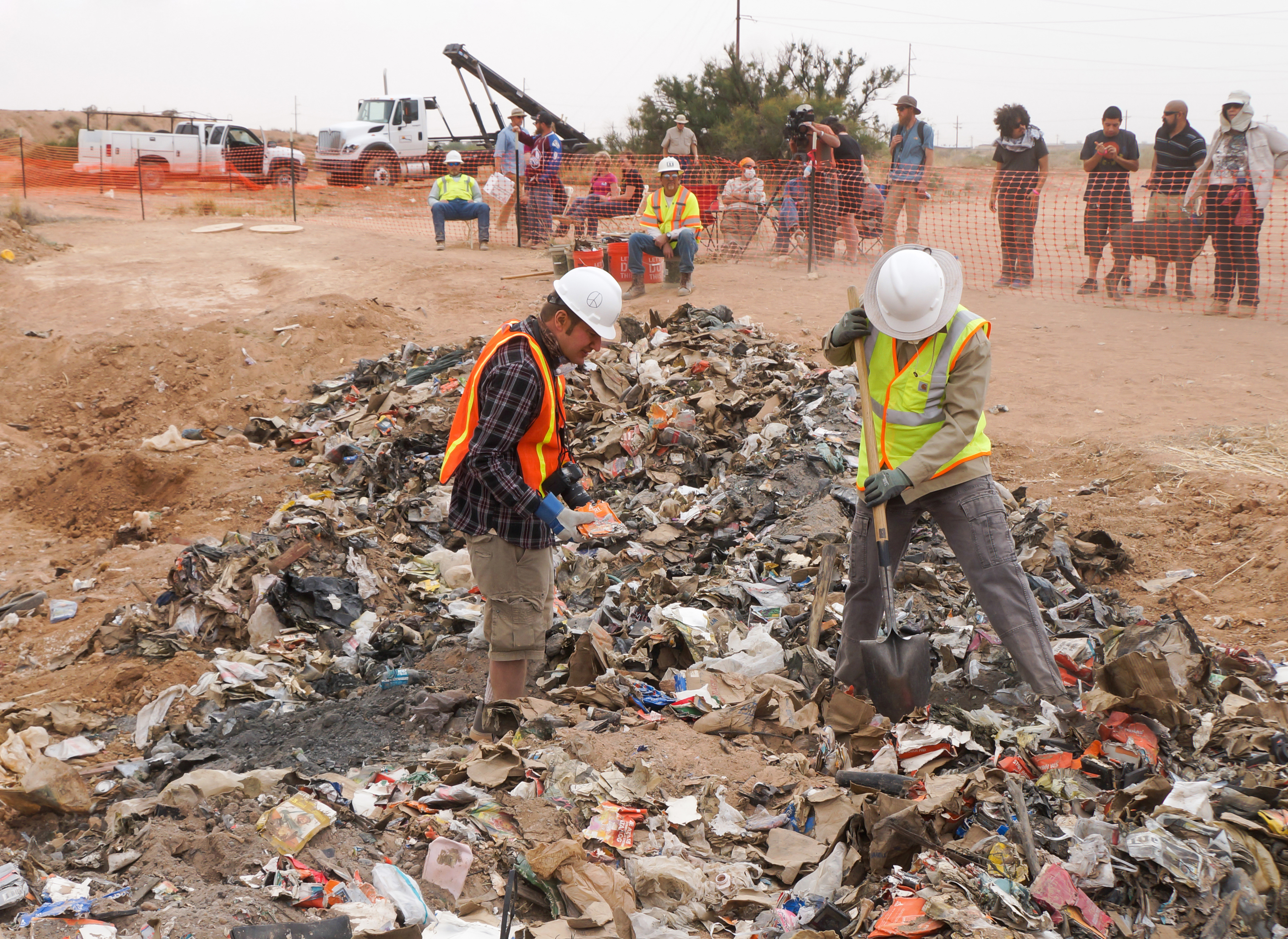

خاک‌سپاری بازی‌های ویدئویی آتاری در سال ۱۹۸۳ و پس از شکست تجاری بازی ای. تی، با دفن حدود ۷۰۰۰۰۰ رام کارتریج و پیشانه‌ها در گورستان زایدات نیومکزیکو رقم خورد. تنها حدود ۱۱۷۸ کارتریج از میزان ۷۰۰۰۰۰ کارتریج دفن‌شده از محل دفن، استحصال شد، به دلیل آنکه بازماندهٔ این رام‌ها در عمق پایین‌تری دفن‌شده بودند که دسترسی به آنها را دشوار می‌نمود. این خاک‌سپاری توسط شرکت توسعه‌دهندهٔ بازی‌های رایانه‌ای و رایانه‌های خانگی آتاری و در سال ۱۹۸۳ صورت گرفت. باور بر این است که طی این خاک‌سپاری چند میلیون نسخه از بازی ای. تی. موجود فرا زمینی و ورودی‌های بازی پک-من از پیشانهٔ آتاری ۲۶۰۰ که از لحاظ تجاری موفق بود ولی انتقادهای بدخیمی داشت، دور ریخته شد و بازی ئی.تی. موجود فرازمینی جزو بزرگترین شکست‌های تجاری در زمینهٔ بازی‌های ویدئویی تبدیل شد.
زمانی که خبر این خاک‌سپاری توسط مطبوعات انتشار یافت، دربارهٔ صحت و درستی این موضوع تردیدهایی به وجود آمد؛ تا آنجایی که ابتدا یک افسانهٔ شهری به‌نظر می‌آمد. با این حال، این رویداد تبدیل به یک درس عبرت و یادآوری از سقوط بازی‌های رایانه‌ای آمریکای شمالی در سال ۱۹۸۳ تبدیل شد. نتیجهٔ نهایی این خاک‌سپاری، سال مصیبت‌بار مالی برای مردم آمریکای شمالی بود.

## رویدادها

### مشکلات مالی
رشد ارزش خالص شرکت آتاری که توسط ارتباطات وارنر در سال ۱۹۷۶ برای ۲۸ میلیون دلار خریداری شده بود، در سال ۱۹۸۳ به ۲ بیلیون دلار رسید. در این زمان، شرکت ۸۰ درصد بازار بازی‌های رایانه‌ای را به خود اختصاص داده بود. طوری‌که درآمد ۶۵ الی ۷۰ درصد از ارتباطات وارنر از سود عملیاتی آتاری بود و انتظار می‌رفت که در سه‌ماهه آخر سال ۱۹۸۲، سود حاصل از شرکت آتاری در منطقه، ۵۰ درصد افزایش یابد امّا در ۷ دسامبر ۱۹۸۲ شرکت گزارشی را انتشار داد که درآمد حاصل تنها ۱۰ الی ۱۵ درصد افزایش یافته بود و این کمتر از رقم پیش‌بینی‌شده بود. روز بعد ارزش سهام ارتباطات وارنر یک سوم سقوط کرد تا جایی‌که سود آخر سه‌ماهه سال ۱۹۸۲، به ۵۶ درصد کاهش یافت. در ادامه، مدیر عامل شرکت آتاری، رِی کَسار، بعد از فروش پنج هزار سهم و درآمد کمتر، مورد بررسی فساد مالی قرار گرفت. کَسار از این اتهام تبرئه شد. به‌هرحال، او مجبور شد تا در ماه ژوئیهٔ بعدی از سمت فعلی خود استعفا دهد. شرکت آتاری در حال ازدست‌دادن ۵۳۶ میلیون دلار و فروخته شدن توسط ارتباطات وارنر در سال ۱۹۸۳ بود.

### مشکلات دیگر
شرکت آتاری به سازگار کردن بازی‌های آرکید برای پیشانه‌های خانگی توجه می‌کرد. این موضوع منجر به این شد که موفق‌ترین بازی‌ها در زمینهٔ تجاری همراه با درگاه پرداخت استروییدز و نسخه‌های مجاز اسپیس اینویدرز (محصول شرکت تایتو) و پک-من (محصول شرکت نامکو) عرضه کند. زمانی که در بازی دوم، درگاه رسمی آتاری ۲۶۰۰ مورد استقبال مردم واقع شد، آتاری از این موضوع که آمار فروش محصولات بالا خواهد رفت. بدین جهت، این شرکت ۱۲ میلیون کارتریج بازی تولید کرد با این‌که حدود ۱۰ میلیون کارتریج به‌فروش رفت. شرکت بر این عقیده بود که این بازی به قدری موفق خواهد بود که نه تنها با فروش آن حدود ۵۰۰ میلیون دلار بدست آید، بلکه با افزایش بازیکنان علاقه‌مند به بازی، آمار فروش پیشانه‌ها برای برگردان خانگی بالا رود. اما زمانی‌که حاصل نهایی در مارس ۱۹۸۲ میلادی منتشر شد، برای گیم‌پلی ضعیف آن مورد انتقاد منتقدان قرار گرفت. با این‌که عنوان بهترین فروش پیشانه بعد از ترابری ۷ میلیون واحد کسب کرد. این موضوع آتاری را با بالای ۵ میلیون کاتریج به فروش نرفته، رها کرد. این مشکلی بود که با آمار بالای پس دادن بازی‌ها توسط مشتریان رشد کرده‌بود.
به‌هر حال، با وجود مشکلاتی که معلول سقوط فروش پک-من برای شرکت آتاری به وجود آمده‌بود، این شرکت به‌وسیلهٔ دست‌آورد انطباق بازی رایانه‌ای با فیلم ئی.تی. موجود فرازمینی با این مشکل بزرگ به‌خوبی روبرو شد. این بازی که عنوان آن نیز ئی.تی. موجود فرازمینی بود، دست‌آورد یک معامله بین ارتباطات وارنر و کارگردان فیلم ئی.تی. موجود فرازمینی، استیون اسپیلبرگ، بود. تصور کلی یک بازی ویدئویی مبنی بر یک فیلم بود که در زمان خود بی‌سابقه بود. پس از این گزارش شد که ارتباطات وارنر ۲۰ الی ۲۵ میلیون برای حقوق پرداخت کرده‌بود که در زمان خود برای صدور مجوز یک بازی ویدئویی بی‌سابقه بود. آتاری ۵ میلیون کارتریج برای این بازی ساخته بود که پس از انتشار بازی در سال ۱۹۸۲، فقط ۱٫۵ میلیون کارتریج به‌فروش رفت و باقی‌ماندهٔ کارتریج‌ها هنوز بیش‌تر از کارتریج‌های به فروش‌رفته بود. در نتیجه، بازی مورد انتقاد شدید قرار گرفت. ارل پیج از مجلهٔ بیلبورد رقم بالای بازی‌های به‌فروش نرفتهٔ ئی. تی. موجود فرازمینی، را گزارش داد. افزایش رقابت، خرده‌فروشان را برانگیخت تا برنامه‌های رسمی از تولیدکنندگان بازی‌های ویدئویی تقاضا کنند.
این شکست‌ها بیش‌تر از معاملات کسب‌وکار شرکت آتاری از سال ۱۹۸۱ میلادی ناشی می‌شود. اطمینان به فروش‌های فراوان، باعث شد تا این شرکت به توزیع‌کنندگان محصولات خود اعلام کند که فوراً همهٔ سفارش‌های خود را در سال ۱۹۸۲ میلادی به محصولات این شرکت اختصاص دهند. اما، فروش بازی ویدئویی در سال ۱۹۸۲ میلادی کند بود و توزیع‌کنندگان که یک‌مرتبه انتظار حجم بالای سفارش‌های را داشتند، مجبور به بازگرداندن مقادیر زیادی از کالاهای به‌فروش‌نرفته شدند. بدین‌ترتیب، طولی نکشید که دارایی شرکت آتاری تبدیل به چند میلیون کارتریج اساساً بی‌فایده شد که شرکت در فروش آن‌ها ناتوان بود.

## خاک‌سپاری
در سپتامبر سال ۱۹۸۳ میلادی، الماگوردو دیلی نیوز شهر الماگوردو واقع در ایالت نیومکزیکو، مجموعه‌ای از مقالات را گزارش داد. در آن مقالات به این موضوع اشاره شد که بین ۱۰ تا ۲۰ نیمه‌تریلر کامیون شامل جعبه‌ها، پیشانه‌ها و سامانه‌هایی از انبار آتاری در ال پاسو (در ایالت تگزاس) بود که خرد شده بودند و محل‌های دفن زباله در شهر به خاک سپرده شدند.